# Běloruský helsinský výbor
Běloruský helsinský výbor (Беларускі Хельсінкскі Камітэт, BHC) je nevládní lidskoprávní organizace, která byla založena v roce 1995 a v roce 2007 byla jedinou zbývající nezávislou lidskoprávní skupinou v Bělorusku, kromě Centra pro lidská práva Vjasna. Jejím cílem je ochrana lidských práv v Bělorusku v souladu s Helsinskými dohodami. Nařízením úřadů byl Běloruský helsinský výbor k 30. září 2021 v Bělorusku zlikvidován a působí nadále v exilu.
BHC založily známé osobnosti veřejného, politického a kulturního života v Bělorusku, jako Vasil Bykav (první předseda kontrolního výboru Běloruské Helsinské komise), Ryhor Baradulin, Radim Harecky, Světlana Alexijevič, Gennady Buraukin,  Yuriy Chadyka, Carlos Sherman, ad. První předsedkyní byla fyzička Tacciana Proćka, vědecká pracovnice Běloruské akademie věd, pak až do roku 2022 vedl organizaci Aleh Hulak. Roku 1998 obdržel Běloruský helsinský výbor evropské a americké ocenění za příspěvek k rozvoji občanské společnosti.
Od roku 2002 čelil Helsinský výbor represím a šikaně. Lukašenkova vláda mu roku 2003 uložila pokutu 73 000 dolarů (205 mil. rublů) za údajně nezaplacené daně z peněz získaných prostřednictvím grantů programu Evropské unie Tacis. Podle mezinárodních úmluv Běloruska však byly granty osvobozeny od daně a nařízení bylo zrušeno Nejvyšším soudem v roce 2004. Vláda zároveň zahájila trestní řízení proti představitelům organizace včetně tehdejší předsedkyně Tacciany Proćky Běloruský Nejvyšší správní soud následně revokoval předchozí rozsudky a Ministerstvo financí zabavilo majetek BHC v hodnodě 255 000 rublů a zablokovalo jeho bankovní účty. Roku 2006 ale oddělení finanční kontroly Státní kontrolní komise zamítlo důvody pro trestní postih členů BHC.
V roce 2021 se BHC stal jednou z obětí celostátních represí Alexandra Lukašenka proti nezávislým médiím a lidskoprávním organizacím v důsledku běloruských protestů. Jeho kancelář byla několikrát napadena a poté zapečetěna policií. Ministerstvo spravedlnosti si vyžádalo dokumenty, které se nacházely v nepřístupné kanceláři, a ještě téhož dne vydalo příkaz k prohlídce. Dva zatykače během jednoho roku umožnily ministerstvu oficiálně zahájit proces likvidace BHC.  
Nejvyšší soud Běloruska nuceně zlikvidoval Běloruský helsinský výbor 30. září 2021. Soud k rozpuštění BHC použil materiály jakéhosi blíže nespecifikovaného trestního případu (pravděpodobně dosud bez vyneseného rozsudku). Stíhání bylo zahájeno pro obvinění, že BHC zaplatil mzdu dvěma nezávislým pozorovatelům prezidentských voleb. Šlo o širší vládní kampaň namířenou proti všem nezávislým nevládním organizacím - od července 2021 jich bylo zakázáno celkem 135. BHC byl předposlední registrovanou lidskoprávní skupinou v Bělorusku (poslední byla Pravovaja iniciativa - Právní iniciativa, která byla rovněž v likvidaci). Proti zrušení BHC protestovaly  Amnesty International, Human Rights Watch, Front Line Defenders a International Federation for Human Rights (FIDH).
V červenci 2022 získal Běloruský helsinský výbor poradní status při ECOSOC OSN, čímž se stal první běloruskou nevládní organizací s tímto statusem. Od září 2022 je BHC také součástí kontaktní skupiny Běloruské občanské společnosti s Radou Evropy, kanceláří komisaře pro lidská práva a PACE. Na běloruské straně působí kancelář Svjatlany Cichanouské, United Transitional Cabinet of Belarus, koordinační rada a řada běloruských ochránců lidských práv.